# Fritada

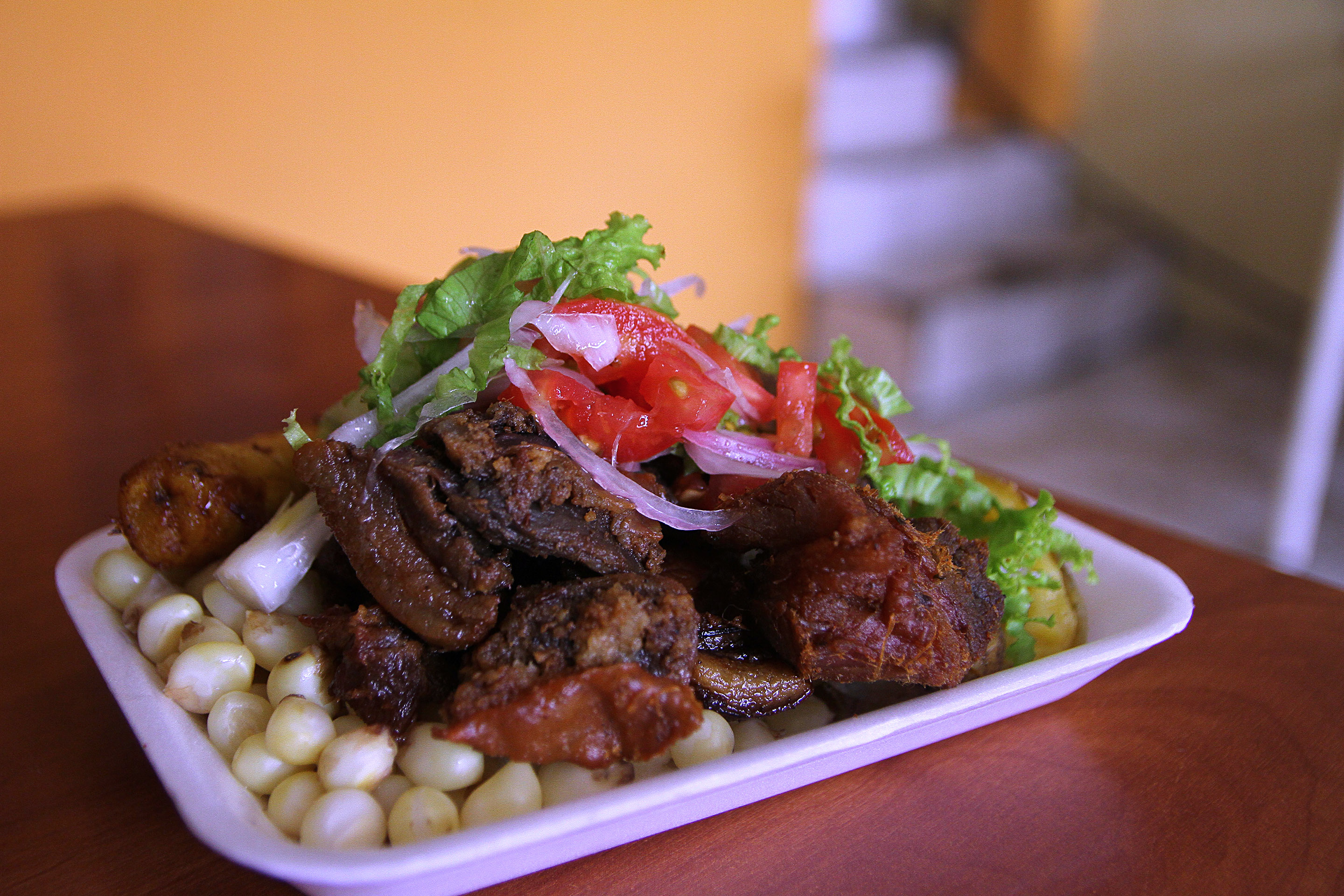
Fritadagericht mit Fleisch

Fritada bezeichnet im Spanischen eine „gebratene“ Mahlzeit.
Die Zubereitungsform kann auf die spanische Küchentradition zurückgeführt werden, eine Vielzahl von Speisen auf einer Grundlage von in Olivenöl angebratenen Zwiebeln, Knoblauch, aromatisierendem Würzgemüse (Karotten, Sellerie, Petersilie usw.) aufzubauen. Die Bezeichnung stammt aus dem Partizip des Verbs „freír“, „frito“ = gebraten.
Eine der ursprünglichen Formen der Fritada ist als aragonesisches Gemüsegericht bekannt, das auch als erster Gang („primer plato“) eines klassischen spanischen Menüs serviert wird. Die Zutaten sind schlicht, die Fritada besteht aus Gemüsen, die die Landwirtschaft im Ebro-Tal hergibt:
Kleingeschnittene Kartoffeln, Auberginen, Zucchini und rote sowie grüne Paprika werden in einer großen Pfanne in Olivenöl scharf angebraten, sodann werden gewürfelte Schalotten und in dünne Scheiben geschnittener Knoblauch hinzugefügt.
Nach dem Würzen mit Salz, Pfeffer und Muskatnuss werden gehäutete und entkernte Fleischtomaten (es können auch Dosentomaten sein) hinzu gegeben, ein Deckel aufgesetzt und das Ganze bei kleiner Flamme etwa eine Viertelstunde geschmort. Schließlich wird für jeden Mitesser in eine in den Pfanneninhalt gedrückte Vertiefung ein rohes Ei gegeben. Das Gericht ist servierfertig, sobald das Eiweiß gestockt ist. Dazu wird Weißbrot gereicht.
Die einfachen Zutaten dieser Fritada genügten lange Zeit nicht dem bürgerlichen Verständnis reichhaltigen, sprich „guten Essens“. So wurde eine fritada oft mit gleichzeitig angebratenen Fleisch- oder Fischbeigaben angereichert.